# Елизаветовка (Перемоговский сельский совет)
Елизаветовка (укр. Єлизаветівка) — село, относится к Тарутинскому району Одесской области Украины.
Население по переписи 2001 года составляло 367 человек. Почтовый индекс — 68545. Телефонный код — 4847. Занимает площадь 0,7 км². Код КОАТУУ — 5124789003.

## История
В 1945 г. Указом ПВС УССР село Кагальничаны переименовано в Елизаветовку.

## Местный совет
68545, Одесская обл., Тарутинский р-н, с. Перемога, ул. Советская, 2